# یک داستان بحرینی
یک داستان بحرینی (انگلیسی: A Bahraini Tale) یک فیلم به کارگردانی بسام الذوادی است که در سال ۲۰۰۶ منتشر شد.